# Rochy-Condé

Rochy-Condé este o comună în departamentul Oise, Franța. În 1 ianuarie 2022 avea o populație de 999 de locuitori.